# HOT MENU
『HOT MENU』（ホット・メニュー）は、スターダストレビュー7枚目のベスト・アルバム。2006年3月1日に発売された。

## 解説
Imperial Records移籍第一弾。
本作は、ファンやスタッフなどのリクエストをもとに選曲されており、最新曲から順に収録。
ただし、過去の楽曲は初出のヴァージョンで収録された楽曲は少なく、リメイク版が多く採用されている。
リクエストが最も高かった曲は、4枚目のシングル「トワイライト・アヴェニュー」。
ボーナス・トラック「おらが鎮守の村祭り」には、元メンバー三谷泰弘・光田健一、ライブのサポートメンバー、山本公樹・BIG HORNS BEEがスペシャル・ゲストで参加。

## 収録曲

### DISC 1 White
1. いのちのこたえ
  - 46枚目のシングル。
2. 木蘭の涙 〜acoustic〜
  - 45枚目のシングル。
  - 2005年に新録されたバージョンで収録。
3. シュガーはお年頃 〜acoustic〜
  - 45枚目のシングル・カップリング曲。
  - 2005年に新録されたバージョンで収録。
4. AVERAGE YELLOW BAND
  - アルバム『AQUA』収録曲。
5. Find My Way
  - 43枚目のシングル。
6. 本日のスープ (大泉洋 with STARDUST REVUE)
  - 42枚目のシングル。
7. デェラ・シエラ・ム (CHAGE & ASKA / Stardust Revue)
  - 41枚目のシングル。
8. Heaven
  - アルバム『Heaven』収録曲。
9. My Love
  - 38枚目のシングル。
10. めぐり逢えてよかった
  - アルバム『Style』収録曲。
  - 43枚目のシングル「Find My Way」カップリング曲として収録されたライブヴァージョン。
11. と・つ・ぜ・ん Fall In Love
  - アルバム『THANK YOU』収録曲。
  - アルバム『No Ballads』に収録されたライブヴァージョンで収録。
12. Goodtimes & Badtimes
  - アルバム『Goodtimes & Badtimes』収録曲。
  - ルバム『No Ballads』に収録されたライブヴァージョンで収録。
13. 今夜だけきっと
  - 9枚目のシングル。
  - ベスト・アルバム『STARS』に収録されたスタジオ・ライブヴァージョンで収録。

### DISC 2 Red
1. 夢伝説
  - 5枚目のシングル。
  - ベスト・アルバム『STARS』に収録されたスタジオ・ライブヴァージョンで収録。
2. ブラックペッパーのたっぷりきいた私の作ったオニオンスライス
  - 3枚目のシングル。
  - ベスト・アルバム『STARS』に収録されたスタジオ・ライブヴァージョンで収録。
3. ジャスミン
  - アルバム『Moody Blues』収録曲。
4. NO! NO! Lucky Lady
  - アルバム『Goodtimes & Badtimes』収録曲。
5. 愛してるの続き
  - 31枚目のシングル。
6. ふたり
  - 27枚目のシングル。
7. もっとそばに来て
  - アルバム『艶』収録曲。
8. クレイジー・ラブ
  - 26枚目のシングル。
9. Goin' Back To 1981
  - アルバム『Brightest!』収録曲。
10. 追憶
  - 23枚目のシングル。
11. トワイライト・アヴェニュー
  - 4枚目のシングル。
  - ベスト・アルバム『SUPER DONUTS』に収録されたアカペラ・ヴァージョン。
12. 1%の物語
  - アルバム『VOICE』収録曲。
13. （BONUS TRACK）おらが鎮守の村祭り　
  - 作詞・作曲・編曲：スターダストレビュー
  - 歌：スターダストレビュー with 添田啓二・岡崎昌幸
  - アマチュア時代から存在する楽曲でデビューのきっかけとなった曲。
  - 今回がアルバム初収録。